# Okres Szigetszentmiklós
Okres Szigetszentmiklós (maďarsky Szigetszentmiklósi járás) je jedním z osmnácti okresů maďarské župy Pest. Jeho centrem je město Szigetszentmiklós.

## Sídla
V okrese se nachází celkem 9 měst a obcí.
Města
- Dunaharaszti
- Dunavarsány
- Halásztelek
- Szigethalom
- Szigetszentmiklós
- Tököl

Městyse
- Taksony

Obce
- Délegyháza
- Majosháza